# Provinciale Statenverkiezingen 1974
De Provinciale Statenverkiezingen 1974 waren Nederlandse verkiezingen die op 27 maart 1974 werden gehouden voor de leden van Provinciale Staten in de elf provincies.

## Aanloop
Om stemgerechtigd te zijn diende men de Nederlandse nationaliteit te hebben, op de dag van de stemming ten minste achttien jaar oud te zijn en op de dag van de kandidaatstelling te wonen in de provincie waarvoor de verkiezing plaatsvond. Nederlanders die in het buitenland woonden en niet ingeschreven stonden in een Nederlandse gemeente hadden geen stemrecht bij deze verkiezingen.
Ingezetenen van het Openbaar Lichaam Zuidelijke IJsselmeerpolders hadden geen stemrecht bij deze verkiezingen. Het Openbaar Lichaam Zuidelijke IJsselmeerpolders was nog niet ingedeeld bij een provincie.

## Uitslagen

### Opkomst (Nederland-totaal)
|                  | 1970      | 1970      | 1974      | 1974  |
| # stemmen        | %         | # stemmen | %         |       |
| ---------------- | --------- | --------- | --------- | ----- |
| Kiesgerechtigden | 7.901.005 |           | 9.057.866 |       |
| Niet opgekomen   | 2.458.722 | 31,12     | 2.257.768 | 24,93 |
| Opkomst          | 5.442.283 | 68,88     | 6.800.098 | 75,07 |
| Ongeldig/blanco  | 62.647    | 1,15      | 48.325    | 0,71  |
| Geldige stemmen  | 5.379.636 | 98,85     | 6.751.773 | 99,29 |

### Uitslagen per provincie naar partij
| Provincie       | Aantal zetels per partij | Aantal zetels per partij | Aantal zetels per partij | Aantal zetels per partij | Aantal zetels per partij | Aantal zetels per partij | Aantal zetels per partij | Aantal zetels per partij | Aantal zetels per partij | Aantal zetels per partij | Aantal zetels per partij | Aantal zetels per partij | Aantal zetels per partij | Aantal zetels per partij | Aantal zetels per partij |
| Provincie       | PvdA                     | PPR                      | D66                      | KVP                      | CHU                      | ARP                      | VVD                      | CPN                      | BP                       | SGP                      | GPV                      | DS70                     | PSP                      | overig                   | totaal                   |
| --------------- | ------------------------ | ------------------------ | ------------------------ | ------------------------ | ------------------------ | ------------------------ | ------------------------ | ------------------------ | ------------------------ | ------------------------ | ------------------------ | ------------------------ | ------------------------ | ------------------------ | ------------------------ |
| Groningen       | 22                       | 2                        | 0                        | 15                       | 15                       | 15                       | 9                        | 4                        | 0                        | -                        | 3                        | 0                        | 0                        | 0                        | 55                       |
| Friesland       | 19                       | 1                        | 0                        | 22                       | 22                       | 22                       | 7                        | 1                        | 0                        | 0                        | 1                        | 0                        | 0                        | 4                        | 55                       |
| Drenthe         | 20                       | 2                        | 0                        | 3                        | 4                        | 6                        | 9                        | 1                        | 1                        | -                        | 1                        | 0                        | 0                        | -                        | 47                       |
| Overijssel      | 17                       | 3                        | 0                        | 12                       | 7                        | 4                        | 9                        | 1                        | 2                        | 2                        | 2                        | 0                        | 0                        | -                        | 59                       |
| Gelderland      | 20                       | 4                        | 0                        | 14                       | 7                        | 4                        | 14                       | 0                        | 3                        | 3                        | 1                        | 1                        | 0                        | -                        | 71                       |
| Utrecht         | 20                       | 20                       | 20                       | 8                        | 5                        | 4                        | 15                       | 1                        | 1                        | 2                        | 1                        | 1                        | 1                        | 0                        | 59                       |
| Noord-Holland   | 27                       | 5                        | 1                        | 17                       | 17                       | 17                       | 18                       | 7                        | 1                        | 0                        | 0                        | 1                        | 2                        | 0                        | 79                       |
| Zuid-Holland    | 31                       | 4                        | 1                        | 8                        | 6                        | 6                        | 18                       | 2                        | 1                        | 3                        | 1                        | 1                        | 1                        | 0                        | 83                       |
| Zeeland         | 14                       | 3                        | 0                        | 5                        | 6                        | 4                        | 8                        | 0                        | 1                        | 5                        | 1                        | 0                        | 0                        | 0                        | 47                       |
| Noord-Brabant   | 17                       | 4                        | 0                        | 34                       | 34                       | 34                       | 14                       | 1                        | 5                        | 0                        | 0                        | 0                        | 0                        | 0                        | 75                       |
| Limburg         | 12                       | 4                        | 0                        | 34                       | 34                       | 34                       | 10                       | 1                        | 2                        | -                        | -                        | 0                        | 0                        | 0                        | 63                       |
| totaal          | 199                      | 32                       | 2                        | 50                       | 35                       | 28                       | 131                      | 19                       | 17                       | 15                       | 11                       | 4                        | 4                        | 4                        | 693                      |
| totaal          | 20                       | 20                       | 20                       | 122                      | 122                      | 122                      | 131                      | 19                       | 17                       | 15                       | 11                       | 4                        | 4                        | 4                        | 693                      |
| +/− t.o.v. 1970 | +98                      | +23                      | −45                      | −80                      | −18                      | −27                      | +51                      | −8                       | +9                       | −1                       | +5                       | +4                       | −1                       | +1                       | +4                       |
| +/− t.o.v. 1970 | −60                      | −60                      | −60                      | +53                      | +53                      | +53                      | +51                      | −8                       | +9                       | −1                       | +5                       | +4                       | −1                       | +1                       | +4                       |

Een "-" in de tabel betekent dat de betreffende partij bij de verkiezingen van 1974 in de betrokken provincie geen kandidatenlijst heeft ingediend.

## Eerste Kamerverkiezingen
De leden van Provinciale Staten in de kiesgroepen I en III kozen op 3 juli 1974 bij Eerste Kamerverkiezingen 38 nieuwe leden van de Eerste Kamer.
De leden van Provinciale Staten in de kiesgroepen II en IV kozen op 6 juli 1977 bij Eerste Kamerverkiezingen 37 nieuwe leden van de Eerste Kamer.
Provinciale Statenverkiezingen zijn daarmee behalve provinciaal ook nationaal van belang.
1910 · 
1913 · 
1916 · 
1919 · 
1923 · 
1927 · 
1931 · 
1935 · 
1939 · 
1946 · 
1950 · 
1954 · 
1958 · 
1962 · 
1966 · 
1970 · 
1974 · 
1978 · 
1982 · 
1985 · 
1987 · 
1991 · 
1995 · 
1999 · 
2003 · 
2007 · 
2011 · 
2015 · 
2019 · 
2023